# Увс-Нур
Увс Нур (монголски језик: Увс нуур, руски језик: Убсу-Нур или Убса) је високо-слано језеро које се налази у пограничном подручју између Монголије и Русије (мањи део). Североисточни део језера налази се у руској републици Тува, а највеће насеље је у монголском делу, Улагом. Ово веома слано и плитко језеро је остатак великог сланог мора које је пре неколико хиљада година покривало много веће подручје. Увс Нур, површине 3.350 км², је највеће језеро у Монголији и смештено је 759 метара испод нивоа мора, у депресији Убсунурске котлине (Базен Увс Нура, познат и као Базен Убса-Нур) (монголски: Бассейн Убсу-Нур, руски: Убсунурская котловина), крхком базену затвореног слива (ендорхеични базен).
У Убсунурској котлини најсевернија светска пустиња се сусреће с најјужнијом зоном тундре на северној земљиној полулопти. Котлина има површину од око 70.000 км² и већином се састоји од ледника, алпске тундре, под-алпских пашњака, планинских тајга, али и пошумљене и голе степе с понеким подручјима полупустиња, па чак и пешчаних пустиња с динама. Како се котлина налази на граници климатских подручја Сибира и Средишње Азије, тенпературе знају варирати од -58 °C зими до 47 °C лети. Упркос овако екстремној клими, овај разнолики предео има и велику биолошку разноврсност., те је дом за више од 173 врсте птица и 41 сисара, укључујући угрожене врсте као што су снежни леопард (Panthera uncia), аргали овца (Ovis ammon) и сибирска дивља коза (Capra sibirica). Изостанак индустрије и ослањање становништва на традиционално номадско пастирство су минимално утицали на предео чиме је он готово остао недирнут. Због тога је од 2003. године, резерват биосфере Убсунурске котлине (њених 1.069 ха) уписан на УНЕСКО-в Списак места Светске баштине у Азији и Аустралазији